# アハメド・フォディ・サンコー
アハメド・フォディ・セイバナ・サンコー（英語: Ahmed Foday Saybana Sankoh, 1937年10月17日 - 2003年7月29日）は、シエラレオネの軍人、ゲリラ活動家。(英名でのアルフレッド（Alfred）とも)。

## 来歴
出生や生い立ちは不明。弟にアマリニー・サンコーがいる。テムネ族の出身でシエラレオネがまだイギリスの植民地時代だった1956年にイギリス西アフリカ陸軍に入隊し、伍長の階級で写真撮影係を担当していた。1971年のクーデター未遂事件に連座して数年間を獄中で過ごし、1977年に釈放され、ガーナへ亡命した。サンコーはイスラム教徒で、1980年にはアメリカのブラック・ムスリムのメンバーに会いに渡米していた。写真家として西アフリカ諸国を転々と移動した後、1987年にリビアで革命のためのゲリラ養成訓練を受け、1991年には主に、黒人イスラム教徒を中心とした反政府勢力革命統一戦線（RUF）を組織、シエラレオネを内戦に巻き込むこととなった。

## ゲリラ活動
リビアのゲリラの訓練所で知り合った隣国リベリアのチャールズ・マッカーサー・ガンケイ・テイラー（後にリベリア大統領）と結託し勢力を伸ばした。ゲリラ支配下のダイヤモンド鉱山から得られる原石（いわゆる紛争ダイヤモンド）をリベリアに売却、得られた多額の売却益で重火器を調達しゲリラ活動を充実させるなど負の連鎖を繰り返した。ゲリラの戦術は村々を襲っては虐殺を繰り返し、半ば拉致した少年少女を少年兵や性的奴隷に仕立てるという方法を取り、国際的な非難を浴びている。
また、民間人の手や足を切断し、農作業が不可能な状態に置くことで食糧確保をRUFに依存させ、RUFに対して協力せざるを得なくなる状況を意図的に作り出した。少年兵は脅迫されて両親の殺害や隣人の手足の切断を強制され、帰る場所を失うことでRUFに依存することになる。
1999年7月にはロメ和平合意によってシエラレオネ政府と和解したが、強大な軍事力を背景に、虐殺や拉致の罪は事実上不問にされたばかりか副大統領に任命された。しかし、フリータウンの自宅で抗議に訪れていた群集にボディガードが発砲したため拘束され2年間、秘密の場所に抑留された。2001年にRUFが武装解除されると世間に姿を現しシエラレオネ特別法廷で裁かれたが、公判中の2003年に心臓発作で死亡した。